# Gašper Marguč
Gašper Marguč (Celje, 20 de agosto de 1990) es un jugador de balonmano esloveno que juega de extremo derecho en el MKB Veszprém y en la Selección de balonmano de Eslovenia.
Su primera gran competición con la selección fue el Campeonato Europeo de Balonmano Masculino de 2012. Con la selección ha ganado la medalla de bronce en el Campeonato Mundial de Balonmano Masculino de 2017.

## Clubes
- RK Celje (2009-2014)
- MKB Veszprém (2014-)[6]

## Palmarés

### Selección nacional
| Campeonato Mundial | Campeonato Mundial | Campeonato Mundial | Campeonato Mundial |
| Año                | Lugar              | Medalla            |                    |
| ------------------ | ------------------ | ------------------ | ------------------ |
| 2017               | Francia            | Medalla de bronce  |                    |

### Celje
- Liga de balonmano de Eslovenia (2): 2010, 2014
- Copa de balonmano de Eslovenia (1): 2010, 2012, 2013, 2014

### Veszprém
- Liga húngara de balonmano (6): 2015, 2016, 2017, 2019, 2023, 2024
- Liga SEHA (5): 2015,[7] 2016,[8] 2020, 2021, 2022
- Copa de Hungría de balonmano (8): 2015, 2016, 2017, 2018, 2021, 2022, 2023, 2024
- Campeonato Mundial de Clubes de Balonmano (1): 2024